# Шерпао, Хайат Мохаммад
Хайат Мохаммад Хан Шерпао (урду حيات محمد خان شيرپاؤ‎,
1 февраля 1937, Пешавар — 8 февраля 1975, Пешавар) — пакистанский политик, государственный деятель, 15-й губернатор пакистанской провинции Хайбер-Пахтунхва (25 декабря 1971 — 20 апреля 1972).

## Биография
Пуштун. Сын политика, одного из лидеров пакистанского движения. Окончил колледж Исламия. Занялся политической деятельностью.
Левый интеллектуал и социалист. Был близким союзником президента и премьер-министра Пакистана Зульфикара Али Бхутто и соучредителем Народной партии Пакистана (ПНП). Работал заместителем председателя ПНП.
Занимал важные государственные должности, в том числе, посты в провинциальном министерстве внутренних дел и в ряде других провинциальных министерств Северо-Западной пограничной провинции.
Вскоре после того, как Бхутто стал президентом Пакистана, 25 декабря 1971 года был назначен 15-м губернатором провинции Хайбер-Пахтунхва. В возрасте 34 лет Х. Шерпао стал самым молодым губернатором провинции в истории Пакистана. Занимал этот пост до 20 апреля 1972 года. Шерпао также оставался федеральным министром в кабинете Зульфикара Али Бхутто и министром кабинета министров провинции Хайбер-Пахтунхва.
Быстрый рост политической карьеры вызвал зависть конкурентов и врагов. Был убит 8 февраля 1975 года в результате взрыва бомбы в кампусе Университета Пешавара.
Убийство Хаята Шерпао стало национальной трагедией. В память об убитом лидере ПНП многие объекты, дороги и учреждения были названы в его честь, престижный пригород Пешавара — Хаятабад, железнодорожная станция Хаят Шер Пао Шахид, больница Хаят Шахид в районе Пешавар, мост Шерпо в Лахоре и другие в разных частях Пакистана.